# Willibald Weiss
Willibald Weiss (* 18. Juli 1948 in Ingolstadt; † 22. Oktober 2023 in Traisa) war ein deutscher Fußballspieler. Ursprünglich vom ESV Ingolstadt spielte er zwischen 1973 und 1982 für Rot-Weiss Essen und den SV Darmstadt 98 drei Saisonen in der Bundesliga, wo ihm in 72 Spielen fünf Tore gelangen. Für Darmstadt spielte er auch 191 Mal in der 2. Bundesliga wo er 22 Tore erzielte.

## Karriere
Willibald Weiss erlebte seine ersten Jahre im Seniorenbereich bei seinem Heimatverein dem ESV Ingolstadt. Mit ihnen spielte er nach dem Aufstieg 1968 vier Jahre in der damals zweitklassigen Regionalliga Süd. In dieser Zeit bestritt er für die Ingolstädter 135 Spiele, in denen er 35 Tore erzielen konnte. Weiss debütierte am ersten Rundenspieltag, den 18. August 1968, bei einer 0:1-Auswärtsniederlage beim FC Bayern Hof unter Trainer Willibald Hahn und an der Seite von Mitspielern wie Georg Metzger, Hans Schmitt und Hans Zengerle in der Regionalliga Süd. Nach dem Abstieg im Jahre 1972 wechselte er zu Rot-Weiss Essen. Unter Trainer Horst Witzler und an der Seite von Mitspielern wie Wolfgang Rausch, Heinz Stauvermann, Diethelm Ferner, Günter Fürhoff, Horst Gecks, Dieter Bast und Willi Lippens glückte in der Regionalliga West der Meisterschaftserfolg und nach einer souverän mit 14:2 Punkten bestrittenen Aufstiegsrunde – vor dem SV Darmstadt 98 – die Rückkehr in die Bundesliga. Nach der Meisterschaft in der Regionalliga West und der anschließenden Aufstiegsrunde spielte Weiss mit den Rot-Weissen in der Saison 1973/74 in der Bundesliga, er absolvierte 26 Spiele für die Mannschaft von der Hafenstraße und belegte mit RWE den 13. Rang. Am 2. Rundenspieltag, den 18. August 1973, bei einer 2:6-Heimniederlage gegen Borussia Mönchengladbach wurde er in der 65. Minute für Uwe Finnern eingewechselt und debütierte damit in der Bundesliga.
Zur folgenden Spielzeit wechselte er aus Studiumsgründen zum SV Darmstadt 98 in die neu eingeführte 2. Fußball-Bundesliga. Am 10. August debütierte der Neuzugang aus Essen bei einem 2:0-Heimerfolg gegen die Stuttgarter Kickers in der 2. Liga. Er war in der 2. Halbzeit eingewechselt worden und erzielte in der 83. Minute die 1:0-Führung der „Lilien“. Bei Darmstadt spielte er die nächsten acht Jahre, in denen 1978 und 1981 der Aufstieg in die Bundesliga glückte. Der Meisterschaftserfolg 1978 glückte unter Trainer Lothar Buchmann und ging in die Fußball-Historie unter der Überschrift „Darmstädter Modell“ in die Annalen ein. Aus wirtschaftlichen Überlegungen heraus waren die Darmstädter Spieler in der Bundesliga fast durchweg in ihren Berufen weiterhin tätig geblieben. Sie arbeiteten halbtags und trainierten lediglich viermal pro Woche.
Für die „Lilien“ spielte er insgesamt 46 Mal in der Bundesliga und erzielte dabei drei Tore. Nach der Bundesligasaison 1981/82 beendete er seine Spielerlaufbahn. Sein letztes Ligaspiel hatte er für Darmstadt am 3. April 1982 in der Bundesliga bei einer 1:3-Heimniederlage gegen Borussia Dortmund bestritten. Dabei wurde er in der 75. Minute für Libero Roland Gerber von Trainer Manfred Krafft eingewechselt, welcher ab dem 22. März Aufstiegstrainer Werner Olk abgelöst hatte.
Nach seiner aktiven Laufbahn war er noch als Trainer in diversen unterklassigen Darmstädter Vereinen tätig.
Der in Traisa bei Darmstadt sesshaft gewordene Weiss lehrte als Gymnasiallehrer in den Fächern Mathematik und Sport am Darmstädter Schulzentrum Marienhöhe. Er verstarb am 22. Oktober 2023 in Traisa im Alter von 75 Jahren an einem Herzleiden. Er hinterließ seine Lebensgefährtin Ruth.